# Liste der Kulturdenkmale in Wörlitz
Die Liste der Kulturdenkmale in Wörlitz enthält die Kulturdenkmale des Landesamtes für Denkmalpflege und Archäologie in Sachsen-Anhalt in der Ortschaft Wörlitz der Gemeinde Oranienbaum-Wörlitz und ist eine Teilliste der Liste der Kulturdenkmale in Oranienbaum-Wörlitz. Grundlage ist das Denkmalverzeichnis des Landes Sachsen-Anhalt, das auf Basis des Denkmalschutzgesetzes des Landes Sachsen-Anhalt, welches am 21. Oktober 1991 durch das Landesamt erstellt und seither laufend ergänzt wurde (Stand: 31. Dezember 2024).

## Kulturdenkmale
| Lage | Bezeichnung                            | Beschreibung | Erfassungs- nummer | Ausweisungsart                                | Bild                                   |
| --- | -------------------------------------- | --- | ------------------ | --------------------------------------------- | -------------------------------------- |
| unterhalb des Elbwalls bei Wörlitz Richtung Berting (Karte) | Brücke                                 | Brücke | 094 40716          | Baudenkmal                                    | Brücke                                 |
| am Krägen (Karte) | Deichwächterhaus                       | Wallwachhaus Mittelhölzer | 094 40514          | Baudenkmal                                    | Weitere Bilder                         |
| am Deichknick nordwestlich von Riesigk westlich des Schönitzer Sees (Karte) | Deichwächterhaus                       | Limesturm; Taubenhaus | 094 40578          | Baudenkmal                                    | Deichwächterhaus                       |
| Ortsausgang Richtung Riesigk auf der nördlichen Straßenseite (Karte) | Distanzstein                           | Anhaltischer Meilenstein (0741) | 094 40440          | Baudenkmal                                    | Weitere Bilder                         |
| westlich und nördlich der Verbindung von Berting, Wörlitz und Coswig, östlich des Krägen und südlich des Elbwalls (Karte) | Feld                                   | | 094 40668          | Baudenkmal                                    | Feld                                   |
| östlich von Wörlitz, nördlich der Kreisstraße 2042, südlich des Elbwalls und westlich der Gemeindegrenze Wörlitz - Riesigk (Karte) | Feld                                   | | 094 40669          | Baudenkmal                                    | Feld                                   |
| nördlich der Gemeindegrenze Wörlitz - Horstdorf, östlich der Gemeindegrenze Griesen - Wörlitz, südlich der Kreisstraße 2042 und westlich der Gemeindegrenze Wörlitz - Riesigk bzw. Horstdorf (Karte) | Feld                                   | | 094 40677          | Baudenkmal                                    | Feld                                   |
| am Elbdeich nördlich von Schönitz (Karte) | Forsthof                               | Rosenwiesche | 094 40579          | Baudenkmal                                    | Forsthof                               |
| Fähranlegestelle an der Elbe nach Coswig (Karte) | Gasthof                                | Fährgasthof Elbterrasse | 094 40513          | Baudenkmal                                    | Gasthof                                |
| am Deich nördlich von Riesigk (Karte) | Gedenkstein                            | Proteusstein | 094 40580          | Baudenkmal                                    | Gedenkstein                            |
| westlich vom Radehochsee, nördlich vom neuen Elbwall (Karte) | Hügel                                  | Neun Hügel | 094 40687          | Baudenkmal                                    | Hügel                                  |
| nördlich des Neuen Walls, östlich des Krägen (Karte) | Hügel                                  | Schinderberg | 094 40695          | Baudenkmal                                    | Hügel                                  |
| vom Elbwall in Höhe Berting abzweigend bis zur B 107 | Allee                                  | Allee Der Denkmalbereich zu dem die Allee gehört, ist unter der Erfassungsnummer 094 40715 in Dessau-Roßlau eingetragen.                                                                | 094 40715 004      | Teilobjekt eines Denkmalbereichs - Baudenkmal |                                        |
| vom Ortsausgang Wörlitz nach Riesigk, Kreisstraße 2042 | Allee                                  | Allee Der Denkmalbereich zu dem die Allee gehört, ist unter der Erfassungsnummer 094 40715 in Dessau-Roßlau eingetragen. Die Allee verläuft auch durch die Gemarkung Riesigk.           | 094 40715 005      | Teilobjekt eines Denkmalbereichs - Baudenkmal |                                        |
| B 107 gegenüber Neumarks Garten (Karte) | Allee                                  | Allee Der Denkmalbereich zu dem die Allee gehört, ist unter der Erfassungsnummer 094 40715 in Dessau-Roßlau eingetragen.                                                                | 094 40715 013      | Teilobjekt eines Denkmalbereichs - Baudenkmal | Weitere Bilder                         |
| B 107 ab Abzweig Richtung Coswig bis zum Walldurchlaß Höhe Skaldengrab (Karte) | Allee                                  | Allee Der Denkmalbereich zu dem die Allee gehört, ist unter der Erfassungsnummer 094 40715 in Dessau-Roßlau eingetragen.                                                                | 094 40715 014      | Teilobjekt eines Denkmalbereichs - Baudenkmal | Allee                                  |
| abzweigend von der Straße Wörlitz-Riesigk in Richtung Stein (Karte) | Allee                                  | Zedernallee Der Denkmalbereich zu dem die Allee gehört, ist unter der Erfassungsnummer 094 40715 in Dessau-Roßlau eingetragen.                                                          | 094 40715 015      | Teilobjekt eines Denkmalbereichs - Baudenkmal | Allee                                  |
| ausgehend von der Zedernallee in Richtung Wassermühlenfahrt (Karte) | Allee                                  | Allee Der Denkmalbereich zu dem die Allee gehört, ist unter der Erfassungsnummer 094 40715 in Dessau-Roßlau eingetragen.                                                                | 094 40715 016      | Teilobjekt eines Denkmalbereichs - Baudenkmal | Allee                                  |
| Verbindungsweg von der Domäne zum Wörlitzer See (Karte) | Allee                                  | Allee Der Denkmalbereich zu dem die Allee gehört, ist unter der Erfassungsnummer 094 40715 in Dessau-Roßlau eingetragen.                                                                | 094 40715 017      | Teilobjekt eines Denkmalbereichs - Baudenkmal | Allee                                  |
| am Wörlitzer See (Karte) | Wörlitzer Park                         | Park Wörlitzer Anlagen | 094 40509          | Baudenkmal                                    | Weitere Bilder                         |
| Wörlitzer Anlagen, Neue Anlagen | Park                                   | Park | 094 40509 001      | Teilobjekt eines Baudenkmals                  |                                        |
| Wörlitzer Anlagen, Neue Anlagen, auf dem Deich östlich des Pantheons | Bank                                   | Bank | 094 40509 001 001  | Teilobjekt eines Baudenkmals - Kleindenkmal   |                                        |
| Wörlitzer Anlagen, Neue Anlagen, auf dem nördlichen Deich (Karte) | Pantheon                               | Gartenbauwerk 1794 bis 1797 errichteter musealer Bau mit der fürstlichen Antikensammlung                                                                                                | 094 40509 001 002  | Teilobjekt eines Baudenkmals                  | Weitere Bilder                         |
| in den Wörlitzer Anlagen, Neue Anlagen; im großen Walloch | Insel                                  | Insel | 094 40509 001 003  | Teilobjekt eines Baudenkmals                  |                                        |
| Wörlitzer Anlagen, Neue Anlagen, Großes Walloch | Insel                                  | Insel | 094 40509 001 004  | Teilobjekt eines Baudenkmals                  |                                        |
| Wörlitzer Anlagen, Neue Anlagen, Südostende des Wörlitzer Sees | Insel                                  | Insel | 094 40509 001 005  | Teilobjekt eines Baudenkmals                  |                                        |
| Wörlitzer Anlagen, zwischen Neuen Anlagen und Weidenheger, über den Sonnenkanal | Brücke                                 | Brücke | 094 40509 001 006  | Teilobjekt eines Baudenkmals                  |                                        |
| Wörlitzer Anlagen, Neue Anlagen, am nördlichen Deich (Karte) | Deichwächterhaus                       | Rotes Wallwachhaus | 094 40509 001 007  | Teilobjekt eines Baudenkmals                  | Weitere Bilder                         |
| Wörlitzer Anlagen, Neue Anlagen, über Zufluss am Großen Walloch | Brücke                                 | Brücke | 094 40509 001 008  | Teilobjekt eines Baudenkmals                  |                                        |
| Wörlitzer Anlagen, Neue Anlagen (Karte) | Gartenhaus                             | Piemonteser Bauernhaus | 094 40509 001 009  | Teilobjekt eines Baudenkmals                  | Weitere Bilder                         |
| Wörlitzer Anlagen, Neue Anlagen, westlich des Georgkanals | Hügel                                  | Hügel | 094 40509 001 010  | Teilobjekt eines Baudenkmals                  |                                        |
| Wörlitzer Anlagen, Neue Anlagen, Georgenkanal | Brücke                                 | Brücke | 094 40509 001 011  | Teilobjekt eines Baudenkmals                  |                                        |
| Wörlitzer Anlagen, Neue Anlagen, am Georgenkanal | Sitz                                   | Sitz | 094 40509 001 012  | Teilobjekt eines Baudenkmals                  |                                        |
| Wörlitzer Anlagen, Neue Anlagen, am östlichen Zugang | Grotte                                 | Grotte | 094 40509 001 013  | Teilobjekt eines Baudenkmals                  |                                        |
| in den Wörlitzer Anlagen, zwischen Rousseau-Insel, Roseninsel, Krägengraben, Eisenhart | Garten                                 | Garten | 094 40509 002      | Teilobjekt eines Baudenkmals                  |                                        |
| Wörlitzer Anlagen, Neumarks Garten, im Verlauf der Erdmannsdorffstraße | Brücke                                 | Brücke | 094 40509 002 001  | Teilobjekt eines Baudenkmals                  |                                        |
| Wörlitzer Anlagen, am Rande von Neumarks Garten, entlang der Erdmannsdorffstraße | Gartenbauwerk                          | Gartenbauwerk | 094 40509 002 002  | Teilobjekt eines Baudenkmals                  |                                        |
| in den Wörlitzer Anlagen, Neumarks Garten | Labyrinth                              | Labyrinth | 094 40509 002 003  | Teilobjekt eines Baudenkmals                  |                                        |
| Wörlitzer Anlagen, Neumarks Garten, Nähe Damenplatz | Bank                                   | Bank | 094 40509 002 004  | Teilobjekt eines Baudenkmals - Kleindenkmal   |                                        |
| Wörlitzer Anlagen, verschiedene Standpunkte | Bank                                   | Bank | 094 40509 002 005  | Teilobjekt eines Baudenkmals - Kleindenkmal   |                                        |
| in den Wörlitzer Anlagen, Neumarks Garten | Insel                                  | Bank | 094 40509 002 006  | Teilobjekt eines Baudenkmals                  |                                        |
| Wörlitzer Anlagen, im Wörlitzer See | Insel                                  | Insel | 094 40509 002 007  | Teilobjekt eines Baudenkmals                  |                                        |
| In den Wörlitzer Anlagen | Park                                   | Park | 094 40509 003      | Teilobjekt eines Baudenkmals                  |                                        |
| Wörlitzer Anlagen, Schlossgarten | Schloss                                | Schloss | 094 40509 003 001  | Teilobjekt eines Baudenkmals                  |                                        |
| Wörlitzer Anlagen, Schlossgarten, zwischen Schloss und Grauem Haus (Karte) | Küchengebäude                          | Küchengebäude | 094 40509 003 002  | Teilobjekt eines Baudenkmals                  | Weitere Bilder                         |
| Marstall 1, Wörlitzer Anlagen, Schlossgarten, zwischen Petrikirche und Park | Marstall                               | Marstall | 094 40509 003 003  | Teilobjekt eines Baudenkmals                  | Marstall                               |
| Kirchgasse 34 A, Wörlitzer Anlagen, Schlossgarten | Sankt-Petri-Kirche                     | Kirche | 094 40509 003 004  | Teilobjekt eines Baudenkmals                  | Weitere Bilder                         |
| Wörlitzer Anlagen, Schlossgarten, nördlich der Petrikirche, zwischen Grauem Haus und Küchengebäude (Karte) | Brunnen                                | Brunnen | 094 40509 003 005  | Teilobjekt eines Baudenkmals - Kleindenkmal   | Weitere Bilder                         |
| Wörlitzer Anlagen, Schlossgarten, nördlich der Petrikirche, ehemaliger Kirchhof (Karte) | Sarkophag                              | Sarkophag | 094 40509 003 006  | Teilobjekt eines Baudenkmals - Kleindenkmal   | Weitere Bilder                         |
| Wörlitzer Anlagen, Schlossgarten, nordöstlich des Küchengebäudes (Karte) | Vase                                   | Vase | 094 40509 003 007  | Teilobjekt eines Baudenkmals - Kleindenkmal   | Vase                                   |
| Wörlitzer Anlagen, Schlossgarten (Karte) | Mauer                                  | Mauer | 094 40509 003 008  | Teilobjekt eines Baudenkmals                  | Mauer                                  |
| Graues Haus, in den Wörlitzer Anlagen, Schlossgarten, östlich der Petrikirche (Karte) | Wohnhaus                               | Wohnhaus | 094 40509 003 009  | Teilobjekt eines Baudenkmals                  | Weitere Bilder                         |
| Wörlitzer Anlagen, Schlossgarten | Wohnhaus                               | Wohnhaus | 094 40509 003 010  | Teilobjekt eines Baudenkmals                  |                                        |
| Kirchgasse 34, Wörlitzer Anlagen, Schlossgarten | Propstei                               | Propstei | 094 40509 003 011  | Teilobjekt eines Baudenkmals                  |                                        |
| Wörlitzer Anlagen, Schlossgarten | Synagoge                               | Synagoge | 094 40509 003 012  | Teilobjekt eines Baudenkmals                  | Weitere Bilder                         |
| Wörlitzer Anlagen, Schlossgarten | Gartenbauwerk                          | Gartenbauwerk | 094 40509 003 013  | Teilobjekt eines Baudenkmals                  |                                        |
| Wörlitzer Anlagen, Schlossgarten, zwischen Schwanenteich und Wörlitzer See | Brücke                                 | Brücke | 094 40509 003 014  | Teilobjekt eines Baudenkmals                  |                                        |
| Wörlitzer Anlagen, Schlossgarten | Pumpe                                  | Pumpe | 094 40509 003 015  | Teilobjekt eines Baudenkmals - Kleindenkmal   |                                        |
| Wörlitzer Anlagen, Schlossgarten, Seeufer, südwestlich und nordöstlich der ~Muschelnymphe~ | Vase                                   | Vase | 094 40509 003 016  | Teilobjekt eines Baudenkmals - Kleindenkmal   |                                        |
| Wörlitzer Anlagen, Schlossgarten, Seeufer | Skulptur                               | Skulptur | 094 40509 003 017  | Teilobjekt eines Baudenkmals - Kleindenkmal   |                                        |
| Wörlitzer Anlagen, Schlossgarten, nördlich des Schlosses | Skulptur                               | Skulptur | 094 40509 003 018  | Teilobjekt eines Baudenkmals - Kleindenkmal   |                                        |
| Wörlitzer Anlagen, Schlosspark, nördlich des Schlosses | Skulptur                               | Skulptur | 094 40509 003 019  | Teilobjekt eines Baudenkmals - Kleindenkmal   |                                        |
| Wörlitz, Wörlitzer Anlagen, Schloss, Seeseite, hintere Auffahrt, Mitte der Mauer | Vase                                   | Vase | 094 40509 003 020  | Teilobjekt eines Baudenkmals - Kleindenkmal   |                                        |
| Wörlitzer Anlagen, nördlich des Schlosses, am südlichen Seeufer, östlich der Schwanenbrücke (Karte) | Sitz                                   | Englischer Sitz | 094 40509 003 021  | Teilobjekt eines Baudenkmals - Kleindenkmal   | Weitere Bilder                         |
| Wörlitzer Anlagen, Schlossgarten | Pflanzgefäß                            | Pflanzgefäß | 094 40509 003 022  | Teilobjekt eines Baudenkmals - Kleindenkmal   |                                        |
| Wörlitzer Anlagen | Denkmal                                | Denkmal | 094 40509 003 023  | Teilobjekt eines Baudenkmals - Kleindenkmal   |                                        |
| Wörlitzer Anlagen, Schlossgarten | Pumpe                                  | Pumpe | 094 40509 003 024  | Teilobjekt eines Baudenkmals - Kleindenkmal   |                                        |
| Wörlitzer Anlagen, Schlossgarten, Garten der Fürstin | Gartenbauwerk                          | Gartenbauwerk | 094 40509 003 025  | Teilobjekt eines Baudenkmals                  |                                        |
| Wörlitzer Anlagen, Schlossgarten, Schloss, Seeseite, hintere Auffahrt, Antritt der Rampe, auf der Ma | Vase                                   | Vase | 094 40509 003 026  | Teilobjekt eines Baudenkmals - Kleindenkmal   |                                        |
| im Westteil der Wörlitzer Anlagen | Park                                   | Park | 094 40509 004      | Teilobjekt eines Baudenkmals                  |                                        |
| Wörlitzer Anlagen, Schochs Garten, Nordufer des Wörlitzer See, über die Abzweigung des Wolfskanals | Brücke                                 | Brücke | 094 40509 004 001  | Teilobjekt eines Baudenkmals                  |                                        |
| Wörlitzer Anlagen, Schochs Garten | Gartenhaus                             | Gartenhaus | 094 40509 004 003  | Teilobjekt eines Baudenkmals                  |                                        |
| Wörlitzer Anlagen, Schochs Garten, Hof des Gotischen Hauses | Brunnen                                | Brunnen | 094 40509 004 004  | Teilobjekt eines Baudenkmals                  |                                        |
| Wörlitzer Anlagen, Schochs Garten, nördlich des Gotischen Hauses | Gartenhaus                             | Gartenhaus | 094 40509 004 005  | Teilobjekt eines Baudenkmals                  |                                        |
| Wörlitzer Anlagen, Schochs Garten, östlich des Gotischen Hauses | Grabmal                                | Grabmal | 094 40509 004 006  | Teilobjekt eines Baudenkmals                  |                                        |
| Wörlitzer Anlagen, Schochs Garten, nördlich des Gotischen Hauses | Brücke                                 | Brücke | 094 40509 004 007  | Teilobjekt eines Baudenkmals                  |                                        |
| Wörlitzer Anlagen, Schochs Garten, Nähe Kuhstall | Brücke                                 | Brücke | 094 40509 004 008  | Teilobjekt eines Baudenkmals                  |                                        |
| Wörlitzer Anlagen, Schochs Garten, seitlich der Weißen Brücke (Karte) | Opferstein                             | Skulptur ursprünglich auf dem Sieglitzer Berg befindlich, dann in die Wörlitzer Anlagen umgesetzt.                                                                                      | 094 40509 004 009  | Teilobjekt eines Baudenkmals - Kleindenkmal   | Opferstein                             |
| Wörlitzer Anlagen, Schochs Garten, unterhalb des Venustempels | Bank                                   | Bank | 094 40509 004 010  | Teilobjekt eines Baudenkmals - Kleindenkmal   |                                        |
| Verschiedene Stellen in den Wörlitzer Anlagen | Bank                                   | Bank | 094 40509 004 011  | Teilobjekt eines Baudenkmals - Kleindenkmal   |                                        |
| Wörlitzer Anlagen, Schochs Garten, Nordufer des Wörlitzer Sees | Gartenbauwerk                          | Gartenbauwerk | 094 40509 004 012  | Teilobjekt eines Baudenkmals                  |                                        |
| Wörlitzer Anlagen, Schochs Garten, südlich der Agnes-Brücke | Denkmal                                | Denkmal | 094 40509 004 013  | Teilobjekt eines Baudenkmals - Kleindenkmal   |                                        |
| Wörlitzer Anlagen, Schochs Garten, Dianenhain | Skulptur                               | Skulptur | 094 40509 004 014  | Teilobjekt eines Baudenkmals - Kleindenkmal   |                                        |
| Wörlitzer Anlagen, Schochs Garten | Brücke                                 | Brücke | 094 40509 004 015  | Teilobjekt eines Baudenkmals                  |                                        |
| Wörlitzer Anlagen, Schochs Garten (Karte) | Wachhaus zum Pferde                    | Deichwärterhaus 1769 im Stil eines ionischen Tempels errichtetes Wachhaus | 094 40509 004 016  | Teilobjekt eines Baudenkmals                  | Weitere Bilder                         |
| Wörlitzer Anlagen, Schochs Garten | Denkmal                                | Denkmal | 094 40509 004 017  | Teilobjekt eines Baudenkmals - Kleindenkmal   |                                        |
| Wörlitzer Anlagen, Schochs Garten | Brücke                                 | Brücke | 094 40509 004 018  | Teilobjekt eines Baudenkmals                  |                                        |
| am Wörlitzer See | Gartenbauwerk                          | Gartenbauwerk | 094 40509 004 019  | Teilobjekt eines Baudenkmals                  |                                        |
| Wörlitzer Anlagen, Schochs Garten | Brücke                                 | Brücke | 094 40509 004 020  | Teilobjekt eines Baudenkmals                  |                                        |
| Wörlitzer Anlagen, Schochs Garten | Gartenbauwerk                          | Gartenbauwerk | 094 40509 004 021  | Teilobjekt eines Baudenkmals                  |                                        |
| Wörlitzer Anlagen, Schochs Garten | Gartenbauwerk                          | Gartenbauwerk | 094 40509 004 022  | Teilobjekt eines Baudenkmals                  |                                        |
| Wörlitzer Anlagen, Schochs Garten | Gartenbauwerk                          | Gartenbauwerk | 094 40509 004 023  | Teilobjekt eines Baudenkmals                  |                                        |
| Wörlitzer Anlagen, Schochs Garten | Gartenbauwerk                          | Gartenbauwerk | 094 40509 004 024  | Teilobjekt eines Baudenkmals                  |                                        |
| Wörlitzer Anlagen Straße nach Coswig, am Nordrand von Schochs Garten | Gartenbauwerk                          | Gartenbauwerk | 094 40509 004 025  | Teilobjekt eines Baudenkmals                  |                                        |
| Wörlitzer Anlagen, Schochs Garten | Gartenbauwerk                          | Gartenbauwerk | 094 40509 004 026  | Teilobjekt eines Baudenkmals                  |                                        |
| Wörlitzer Anlagen, Schochs Garten, Floragarten | Skulptur                               | Skulptur | 094 40509 004 027  | Teilobjekt eines Baudenkmals - Kleindenkmal   |                                        |
| Wörlitzer Anlagen, Schochs Garten, am Rande des Floragartens zum Proszenium | Pflanzgefäß                            | Pflanzgefäß | 094 40509 004 028  | Teilobjekt eines Baudenkmals - Kleindenkmal   |                                        |
| Wörlitzer Anlagen, Schochs Garten | Gartenbauwerk                          | Gartenbauwerk | 094 40509 004 029  | Teilobjekt eines Baudenkmals                  |                                        |
| Wörlitzer Anlagen, Schochs Garten | Mauer                                  | Mauer | 094 40509 004 030  | Teilobjekt eines Baudenkmals                  |                                        |
| Coswiger Straße, Wörlitzer Anlagen, Schochs Garten; Straße nach Coswig | Gartenhaus                             | Gartenhaus | 094 40509 004 031  | Teilobjekt eines Baudenkmals                  |                                        |
| K 2376, Wörlitzer Anlagen, Schochs Garten, an der Kreisstraße 2376 zur Coswiger Fähre, | Pflanzenhaus                           | Pflanzenhaus | 094 40509 004 032  | Teilobjekt eines Baudenkmals                  |                                        |
| Wörlitzer Anlagen, Schochs Garten, Straße nach Coswig | Forsthof                               | Forsthof | 094 40509 004 033  | Teilobjekt eines Baudenkmals                  |                                        |
| Wörlitzer Anlagen | Brücke                                 | Brücke | 094 40509 004 034  | Teilobjekt eines Baudenkmals                  |                                        |
| Wörlitzer Anlagen, Weidenheger | Park                                   | Park | 094 40509 005      | Teilobjekt eines Baudenkmals                  |                                        |
| Wörlitzer Anlagen, Weidenheger, Nordufer des Wörlitzer Sees, Anlegestelle der Amtsfähre | Skulptur                               | Skulptur | 094 40509 005 001  | Teilobjekt eines Baudenkmals - Kleindenkmal   |                                        |
| Wörlitzer Anlagen, Weidenheger | Gartenbauwerk                          | Gartenbauwerk | 094 40509 005 002  | Teilobjekt eines Baudenkmals                  |                                        |
| Wörlitzer Anlagen, Weidenheger | Brücke                                 | Brücke | 094 40509 005 003  | Teilobjekt eines Baudenkmals                  |                                        |
| Wörlitzer Anlagen, Weidenheger (Karte) | Wurzelhütte                            | Gartenbauwerk mit Rindenholz verschalte Laube aus der Zeit um 1785 | 094 40509 005 004  | Teilobjekt eines Baudenkmals                  | Wurzelhütte                            |
| Wörlitzer Anlagen, Weidenheger | Brücke                                 | Brücke | 094 40509 005 005  | Teilobjekt eines Baudenkmals                  |                                        |
| Wörlitzer Anlagen, Weidenheger | Skulptur                               | Skulptur | 094 40509 005 006  | Teilobjekt eines Baudenkmals - Kleindenkmal   |                                        |
| Wörlitzer Anlagen, Weidenheger, seitlich des Dornausziehers | Bank                                   | Bank | 094 40509 005 007  | Teilobjekt eines Baudenkmals                  |                                        |
| Wörlitzer Anlagen, Weidenheger, seitlich des Spinarius | Bank                                   | Bank | 094 40509 005 008  | Teilobjekt eines Baudenkmals - Kleindenkmal   |                                        |
| (Karte) | Schloss Wörlitz                        | Schloss | 094 40059          | Baudenkmal                                    | Weitere Bilder                         |
| westlich der B 107, gegenüber der Rousseauinsel (Karte) | Toranlage                              | | 094 40696          | Baudenkmal                                    | Toranlage                              |
| linkselbisch nördlich von Wörlitz (Karte) | Wiese                                  | Große Wildebergwiese | 094 40637          | Baudenkmal                                    | Wiese                                  |
| linkselbisch nordöstlich von Wörlitz (Karte) | Wiese                                  | Schwedtwiese | 094 40638          | Baudenkmal                                    | Wiese                                  |
| nördlich des Elbdeiches der Wörlitzer Anlagen (Karte) | Wiese                                  | Fließwiesen | 094 40639          | Baudenkmal                                    | Wiese                                  |
| nördlich der Fließwiesen im Elbauenbereich (Karte) | Wiese                                  | Große Raumwiesen | 094 40640          | Baudenkmal                                    | Wiese                                  |
| östlich der Fließwiesen, am Elbdeich im Bereich der Elbauen (Karte) | Wiese                                  | Schäferwiesen | 094 40641          | Baudenkmal                                    | Wiese                                  |
| Nähe Forsthaus Rosenwiesche (Karte) | Wiese                                  | Großer und Kleiner Bräkkolk | 094 40642          | Baudenkmal                                    | Wiese                                  |
| im Elbbogen nördlich von Rehsen (Karte) | Wiese                                  | Ochsenstallwiese | 094 40643          | Baudenkmal                                    | Wiese                                  |
| nördlich von Schönitz am Radehochsee (Karte) | Wiese                                  | Kremnitzwiese | 094 40644          | Baudenkmal                                    | Wiese                                  |
| (Karte) | Wohnhaus                               | Graues Haus | 094 40052          | Baudenkmal                                    | Weitere Bilder                         |
| Alter Wall 99 (Karte) | Handwerkerhaus                         | | 094 40061          | Baudenkmal                                    | Handwerkerhaus                         |
| Am Bahnhof (Karte) | Bahnhof Wörlitz                        | Bahnhof Der Bahnhof wird zugleich jedoch auch unter der Erfassungsnummer 094 40717 003 als Teilobjekt der in Dessau-Roßlau verzeichneten Eisenbahnanlage geführt.                       | 094 40014          | Baudenkmal                                    | Weitere Bilder                         |
| Am Bahnhof | Empfangsgebäude                        | Empfangsgebäude Das Objekt wird als Teilobjekt der in Dessau-Roßlau unter 094 40717 verzeichneten Eisenbahnanlage geführt.                                                              | 094 40717 003 001  | Teilobjekt eines Baudenkmals                  | Weitere Bilder                         |
| (Karte) | Toilettenhaus                          | Toilettenhaus Das Objekt wird als Teilobjekt der in Dessau-Roßlau unter 094 40717 verzeichneten Eisenbahnanlage geführt.                                                                | 094 40717 003 002  | Teilobjekt eines Baudenkmals                  | Weitere Bilder                         |
| Amtsgasse 37 (Karte) | Luisenschule Wörlitz                   | Schule Komplex aus zwei Schulgebäuden aus den Jahren 1877 und 1910 sowie einer neoklassizistischen Turnhalle von 1915                                                                   | 094 40015          | Baudenkmal                                    | Luisenschule Wörlitz                   |
| Amtsgasse 38 (Karte) | Kaplanei Wörlitz                       | Kaplanei eingeschossiger, klassizistischer Bau aus dem Jahr 1843 | 094 40016          | Baudenkmal                                    | Kaplanei Wörlitz                       |
| Amtsgasse 39, 40 (Karte) | Wohnhaus Amtsgasse 39, 40              | Wohnhaus eingeschossiges Doppelhaus in Fachwerkbauweise aus der Zeit um 1770 auf hohem Sockel mit Walmdach                                                                              | 094 40017          | Baudenkmal                                    | Wohnhaus Amtsgasse 39, 40              |
| Amtsgasse 45 (Karte) | Handwerkerhaus Amtsgasse 45            | Handwerkerhaus zweigeschossiges Gebäude im Stil des Spätklassizismus | 094 40018          | Baudenkmal                                    | Handwerkerhaus Amtsgasse 45            |
| Amtsgasse 46, 46a (Karte) | Ackerbürgerhof Amtsgasse 46, 46a       | Ackerbürgerhof aus zwei Gebäuden bestehender Bauernhof aus der Zeit zwischen 1840 und 1850                                                                                              | 094 40019          | Baudenkmal                                    | Ackerbürgerhof Amtsgasse 46, 46a       |
| Amtsgasse 48, 48a (Karte) | Amtshaus Amtsgasse 48, 48a             | Amtshaus zweigeschossiger Gebäudekomplex aus dem Jahr 1795 | 094 40020          | Baudenkmal                                    | Amtshaus Amtsgasse 48, 48a             |
| Angergasse 104 (Karte) | Gasthof                                | Zum Eichenkranz | 094 40062          | Baudenkmal                                    | Weitere Bilder                         |
| Coswiger Straße Brücke über Fließgraben (Karte) | Brücke                                 | | 094 40476          | Baudenkmal                                    | Brücke                                 |
| Coswiger Straße westliche Straßenseite, ca. 200 m nach der Flieth-Brücke (Karte) | Distanzstein                           | Anhaltischer Meilenstein | 094 40465          | Baudenkmal                                    | Weitere Bilder                         |
| Coswiger Straße (Karte) | Straße                                 | | 094 40720          | Baudenkmal                                    | Straße                                 |
| Erdmannsdorffstraße (Karte) | Christlicher Friedhof                  | Friedhofsanlage aus der Zeit von 1795 bis 1798 | 094 40033          | Baudenkmal                                    | Christlicher Friedhof                  |
| Erdmannsdorffstraße 17 (Karte) | Ackerbürgerhaus                        | | 094 40022          | Baudenkmal                                    | Ackerbürgerhaus                        |
| Erdmannsdorffstraße 58 (Karte) | Ackerbürgerhof                         | | 094 40023          | Baudenkmal                                    | Ackerbürgerhof                         |
| Erdmannsdorffstraße 75 (Karte) | Ackerbürgerhaus                        | | 094 40024          | Baudenkmal                                    | Ackerbürgerhaus                        |
| Erdmannsdorffstraße 84 (Karte) | Wohnhaus                               | | 094 41399          | Baudenkmal                                    | Wohnhaus                               |
| Erdmannsdorffstraße 201c (Karte) | Gutsarbeiterhaus                       | | 094 40026          | Baudenkmal                                    | Gutsarbeiterhaus                       |
| Erdmannsdorffstraße 204 (Karte) | Domäne Wörlitz                         | Ökonomie, Domäne, Amtshof | 094 40032          | Baudenkmal                                    | Domäne Wörlitz                         |
| Erdmannsdorffstraße 205 (Karte) | Ackerbürgerhaus                        | | 094 40027          | Baudenkmal                                    | Ackerbürgerhaus                        |
| Erdmannsdorffstraße 211 (Karte) | Ackerbürgerhof Erdmannsdorffstraße 211 | Ackerbürgerhof, erbaut 1884, ältere Fachwerkbebauung aus dem 18. und 19. Jahrhundert | 094 40028          | Baudenkmal                                    | Ackerbürgerhof Erdmannsdorffstraße 211 |
| Erdmannsdorffstraße 212 (Karte) | Brauhaus                               | | 094 40029          | Baudenkmal                                    | Weitere Bilder                         |
| Erdmannsdorffstraße 227 (Karte) | Villa Erdmannsdorffstraße 227          | 1876 im Stil italienischer Landhäuser erbaute Villa, im Volksmund als Mordvilla bezeichnet                                                                                              | 094 40030          | Baudenkmal                                    | Villa Erdmannsdorffstraße 227          |
| Erdmannsdorffstraße, Horstdorfer Weg (Karte) | Distanzstein                           | | 094 40031          | Baudenkmal                                    | Distanzstein                           |
| Förstergasse 23 (Karte) | Ackerbürgerhof Förstergasse 23         | Ackerbürgerhof zweigeschossiges Fachwerkhaus aus der Zeit um 1710 | 094 40034          | Baudenkmal                                    | Ackerbürgerhof Förstergasse 23         |
| Förstergasse 26 (Karte) | Ackerbürgerhaus                        | | 094 40473          | Baudenkmal                                    | Ackerbürgerhaus                        |
| Förstergasse 52 a (Karte) | Wohnhaus                               | | 094 40449          | Baudenkmal                                    | Wohnhaus                               |
| Georg-Forster-Straße 162 a (Karte) | Wohnhaus                               | | 094 40036          | Baudenkmal                                    | Wohnhaus                               |
| Georg-Forster-Straße 162 b (Karte) | Wohnhaus                               | | 094 40037          | Baudenkmal                                    | Wohnhaus                               |
| Georg-Forster-Straße 163 (Karte) | Gemeindehaus                           | Gemeindehaus | 094 40046          | Baudenkmal                                    | Gemeindehaus                           |
| Grabengasse 219 (Karte) | Wohnhaus                               | Wohnhaus | 094 40705          | Baudenkmal                                    | Wohnhaus                               |
| Hainichtengasse 134 (Karte) | Wohnhaus                               | | 094 40039          | Baudenkmal                                    | Wohnhaus                               |
| Kirchgasse 1 (Karte) | Wohnhaus                               | | 094 40041          | Baudenkmal                                    | Wohnhaus                               |
| Kirchgasse 2 (Karte) | Ackerbürgerhaus                        | | 094 40047          | Baudenkmal                                    | Ackerbürgerhaus                        |
| Kirchgasse 3 (Karte) | Ackerbürgerhaus                        | | 094 40048          | Baudenkmal                                    | Ackerbürgerhaus                        |
| Kirchgasse 31 (Karte) | Bäckerei                               | Bäckerei | 094 40042          | Baudenkmal                                    | Bäckerei                               |
| Kirchgasse 32 (Karte) | Wohnhaus                               | | 094 40043          | Baudenkmal                                    | Wohnhaus                               |
| Kirchgasse 33 (Karte) | Handwerkerhaus                         | | 094 40044          | Baudenkmal                                    | Handwerkerhaus                         |
| Kirchgasse 98 a, 98 b, 98 c, 98 d (Karte) | Jagdhaus                               | Gelbes Haus | 094 40049          | Baudenkmal                                    | Jagdhaus                               |
| Markt (Karte) | Kriegerdenkmal Wörlitz                 | Kriegerdenkmal 1903 errichtetes, an die Gefallenen Wörlitzer im Deutsch-Französischen Krieg erinnerndes Denkmal, später auch den Gefallenen des Ersten und Zweiten Weltkrieges gewidmet | 094 40054          | Baudenkmal                                    | Kriegerdenkmal Wörlitz                 |
| Markt 10 (Karte) | Handwerkerhaus Markt 10                | Ackerbürgerhaus, Schmiede zweigeschossiges verputztes Fachwerkhaus aus der Zeit um 1800, hofseitig Schmiede                                                                             | 094 40474          | Baudenkmal                                    | Handwerkerhaus Markt 10                |
| Markt 12 (Karte) | Ackerbürgerhaus                        | | 094 40053          | Baudenkmal                                    | Ackerbürgerhaus                        |
| Markt 31 (Karte) | Rathaus Wörlitz                        | | 094 40064          | Baudenkmal                                    | Weitere Bilder                         |
| Markt 94 (Karte) | Handwerkerhaus                         | | 094 40292          | Baudenkmal                                    | Handwerkerhaus                         |
| Mühlweg 17 (Karte) | Mühle                                  | | 094 40013          | Baudenkmal                                    | Weitere Bilder                         |
| Neue Reihe 181 (Karte) | Ackerbürgerhaus                        | | 094 40055          | Baudenkmal                                    | Ackerbürgerhaus                        |
| Neue Reihe 182 (Karte) | Ackerbürgerhaus                        | | 094 40056          | Baudenkmal                                    | Ackerbürgerhaus                        |
| Neuer Wall 100 a (Karte) | Wohnhaus                               | | 094 40710          | Baudenkmal                                    | Wohnhaus                               |
| Neuer Wall 100 b (Karte) | Wohnhaus                               | | 094 40170          | Baudenkmal                                    | Wohnhaus                               |
| Neuer Wall 100 c (Karte) | Wohnhaus                               | | 094 40057          | Baudenkmal                                    | Wohnhaus                               |
| Neuer Wall 101 a (Karte) | Wohnhaus                               | | 094 40711          | Baudenkmal                                    | Wohnhaus                               |
| Neuer Wall 103 (Karte) | Gasthof                                | Grüner Baum | 094 40058          | Baudenkmal                                    | Gasthof                                |
| Oberforst 1 (Karte) | Forsthof                               | Forsthof 2021 als Denkmal ausgewiesen. | 094 36703          | Baudenkmal                                    | Forsthof                               |
| Wörlitzer Markt 5, 6, 7, 8, 9, 10, 11, 11a, 11b, 12, 13, 88, 89, 90, 91, 91a, 92, 92a, 9, Bergstückenweg 9, Siedlung Bergstücken 6a, Alter Wall 93, 93d, 93e, 93f, 98, 99, 100, 100a, 100b, Amtsgasse 35, 36, 37, 38, 39, 40, 41, 42, 42a, 42b, 43, 44, 45, 45a, 46, 46a, 47, Angergasse 104, 105, 106, 106a, 106b, 107, 108, 108a, 108b, 109, 109a, 110a, Erdmannsdorffstraße 14, 15, 16, 17, 18, 19, 20, 21, 22, 57, 58, 59, 60, 61, 62, 63, 63a, 64, Grabengasse 212a, 213, 213a, 214, 214a, 214b, 215a, 215b, 216, 217, 218, 218a, Förstergasse 23, 24, 25, 26, 27, 28, 29, 30, 49, 50, 51, 51a, 52a, 52b, 53, 53a, 54a, Georg-Forster-Straße 152, 153, 154a, 154b, 155, 156, 157, 157a, 158, 159, 160, 160a, 161, Hainichtengasse 132, 133, 133a, 134, 134a, 134b, 135, 135a, 136, 136a, 137a, 137b, 138, Kirchgasse 1, 1a, 2, 3, 4, 31, 32, 33, 34, 34a, 98, 98b, Neue Reihe 149, 149a, 150, 151, 151a, 177, 177a, 178, 178a, 179, 180, 181, 182, Neuer Wall 100, 100a, 100b, 101a, 101b, 102, 102a, 102b, 103, 103a, 104a | Altstadt                               | Altstadt Teilobjekt des unter Dessau-Roßlau eingetragenen Gartenreichs Dessau-Wörlitz.                                                                                                  | 094 40615 002      | Teilobjekt eines Denkmalbereichs              |                                        |
| Ziegelei 1, 2 (Karte) | Ziegelei                               | | 094 40249          | Baudenkmal                                    | Ziegelei                               |

## Ehemalige Kulturdenkmale
Die nachfolgenden Objekte waren ursprünglich ebenfalls denkmalgeschützt oder wurden in der Literatur als Kulturdenkmale geführt. Die Denkmale bestehen heute jedoch nicht mehr, ihre Unterschutzstellung wurde aufgehoben oder sie werden nicht mehr als Denkmale betrachtet.
| Lage                                                         | Bezeichnung                          | Beschreibung | Erfassungs- nummer | Ausweisungsart               | Bild                     |
| ------------------------------------------------------------ | ------------------------------------ | --- | ------------------ | ---------------------------- | ------------------------ |
| Straße nach Riesigk, hinter alter Wörlitzer Ziegelei (Karte) | Brücke                               | Brücke | 094 40338          | Baudenkmal                   | Brücke                   |
| Erdmannsdorffstraße 81 (Karte)                               | Ackerbürgerhaus                      | Ackerbürgerhaus | 094 40025          | Baudenkmal                   | Ackerbürgerhaus          |
| Georg-Forster-Straße 174 (Karte)                             | Ackerbürgerhaus                      | Ackerbürgerhaus Nach Durchführung von Maßnahmen ging die Denkmaleigenschaft verloren. 2024 wurde das Haus aus dem Denkmalverzeichnis gestrichen.                                                           | 094 40038          | Baudenkmal                   | Ackerbürgerhaus          |
| Grabengasse 220 (Karte)                                      | Wohnhaus Grabengasse 220             | Wohnhaus eingeschossiges verputztes Fachwerkgebäude aus der Zeit um 1800, Nach Durchführung von Maßnahmen ging die Denkmaleigenschaft verloren. 2024 wurde das Haus aus dem Denkmalverzeichnis gestrichen. | 094 40706          | Baudenkmal                   | Wohnhaus Grabengasse 220 |
| Hainichtengasse 145 (Karte)                                  | Gutsarbeiterhaus Hainichtengasse 145 | Gutsarbeiterhaus eineinhalb- bis zweigeschossiger schlichter Ziegelbau aus der Zeit um 1840, nördlich anschließender Speicherbau; vermutlich Anfang des 21. Jahrhunderts abgerissen                        | 094 40040          | Baudenkmal                   | BW                       |
| am Wörlitzer See                                             | Denkmal                              | Denkmal wurde bereits im Jahr 2020 als ehemaliges Teilobjekt eines Denkmals geführt, der Park ist aber weiter als Baudenkmal geschützt                                                                     | 094 40509 004 002  | Teilobjekt eines Baudenkmals |                          |

## Legende
In den Spalten befinden sich folgende Informationen:
- Lage: Nennt den Straßennamen und wenn vorhanden die Hausnummer des Kulturdenkmals. Die Grundsortierung der Liste erfolgt nach dieser Adresse. Der Link „Karte“ führt zu verschiedenen Kartendarstellungen und nennt die geographischen Koordinaten.
Link zu einem Kartenansichtstool, um Koordinaten zu setzen. In der Kartenansicht sind Baudenkmale ohne Koordinaten mit einem roten bzw. orangen Marker dargestellt und können in der Karte gesetzt werden. Baudenkmale ohne Bild sind mit einem blauen bzw. roten Marker gekennzeichnet, Baudenkmale mit Bild mit einem grünen bzw. orangen Marker.
- Offizielle Bezeichnung: Nennt den Namen, die Bezeichnung oder zumindest die Art des Kulturdenkmals und verlinkt, soweit vorhanden, auf den Artikel zum Objekt.
- Beschreibung: Nennt bauliche und geschichtliche Einzelheiten des Kulturdenkmals, vorzugsweise die Denkmaleigenschaften.
- Erfassungsnummer: Für jedes Kulturdenkmal wird in Sachsen-Anhalt eine 20stellige Erfassungsnummer vergeben. Die letzten zwölf Ziffern werden für die Untergliederung nach Teilobjekten genutzt und werden nur angegeben, soweit vergeben. In dieser Spalte kann sich folgendes Icon  befinden, dies führt zu Angaben zu diesem Baudenkmal bei Wikidata.
- Ausweisungsart: Die Einordnung des Denkmales nach § 2 Abs. 2 DenkmSchG LSA
- Bild: Ein Bild des Denkmales, und gegebenenfalls einen Link zu weiteren Fotos des Kulturdenkmals im Medienarchiv Wikimedia Commons. Wenn man auf das Kamerasymbol klickt, können Fotos zu Kulturdenkmalen aus dieser Liste hochgeladen werden: